# Eva Lesmes
Eva Lesmes, née à Gijón, dans les Asturies, le 3 août 1961, est une cinéaste espagnole.

## Biographie
Eva Lesmes est diplômée de l'American Film Institute de Los Angeles. 
En 1987, elle est la scénariste du film Angoisse de Bigas Luna.
En 2000, elle réalise le film Hold-up (2000). 
Elle est également réalisatrice de séries de télévision pour Telecinco et Antena 3.